# Dobieg
Dobieg – faza lądowania polegająca na wyhamowaniu statku powietrznego po zetknięciu się podwozia z ziemią.
Długością dobiegu nazywa się drogę przebytą przez lądujący samolot od momentu zetknięcia z ziemią do czasu zatrzymania się. Długość dobiegu samolotu determinuje wymiary lotnisk.
Skrócenie dobiegu uzyskuje się poprzez zastosowanie:
- hamulców podwozia
- odwracaczy ciągu
- spadochronów hamujących
- hamulców aerodynamicznych (w mniejszym stopniu).